# 呂才
呂才（606年—665年），唐初哲学家，博州清平（今山東聊城高唐县清平镇）人。

## 生平
少好學，出自儒家，又精於天文、地理、医药、制图、军事、历史，長於聲樂，製作管樂器“尺八”。中書令溫彥博推薦呂才給唐太宗。入弘文馆。歷官太常博士，太常丞，太子司更大夫。他奉命删定《阴阳书》，颁布天下。他确认“极微”和“气”是世界的根源，并从“乾坤”、“刚柔”等对立关系中寻找事物变化的原因。他反对宗教迷信，对“禄命生成说”、“五德说”和“风水说”进行了批判。贞观六年（632年），谱曲《功成庆善舞》（更名為《九功舞》）、《七德舞》（更名為《秦王破陣樂》）、《上元舞》，曾传到日本、印度等国。呂才又知兵事，著有《教飛騎戰陣圖》。作品多散佚，《全唐文》辑录有《进大义婚书表》、《进白雪歌奏》、《议僧道不应拜俗状》、《因明注解之破译图序》。

## 延伸阅读
[在维基数据编辑]
 在维基文库阅读此作者作品
 《舊唐書·卷79》，出自刘昫《舊唐書》
 《新唐書/卷107》，出自《新唐書》